# Friedhof Laken

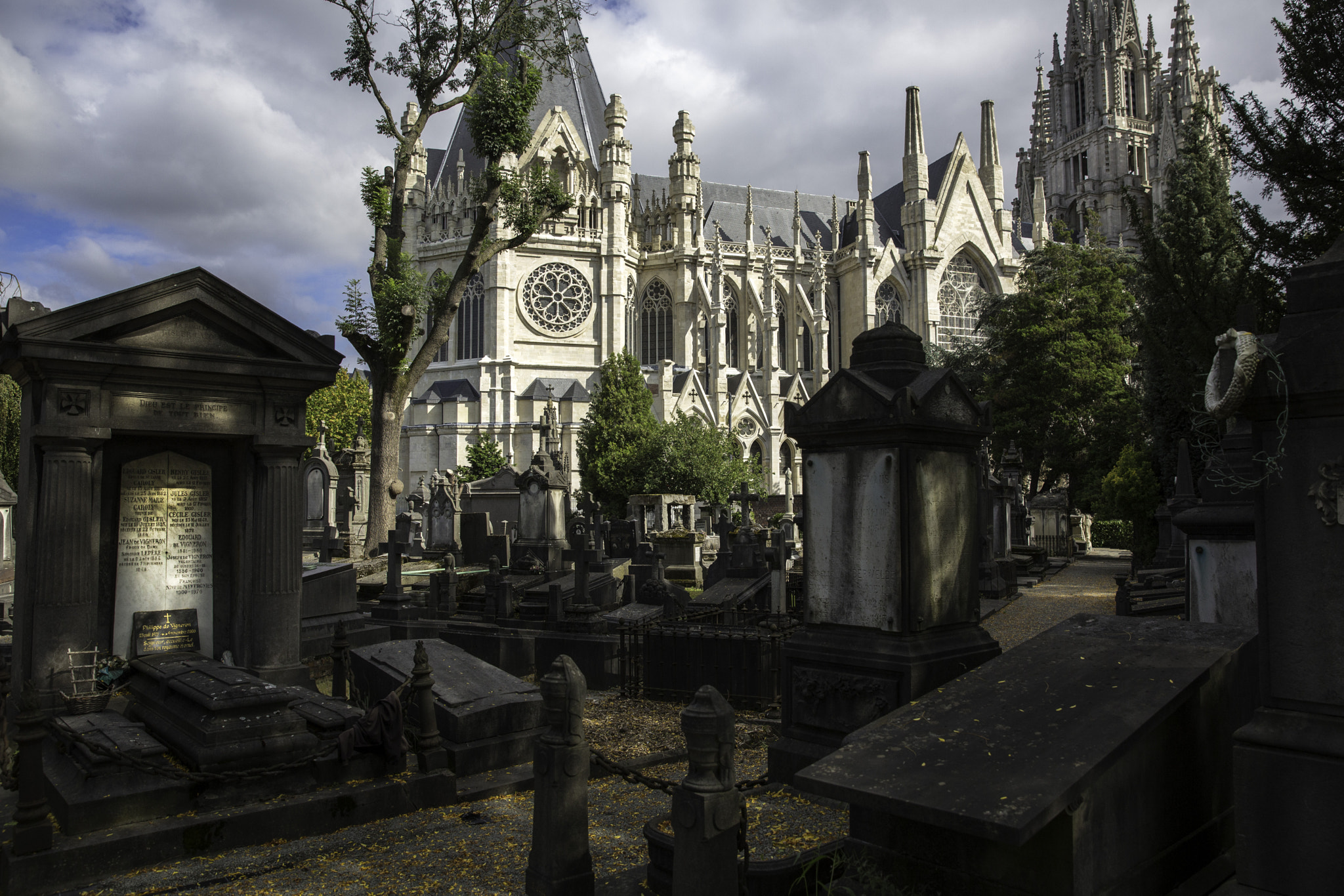
Blick auf die Liebfrauenkirche vom Friedhof von Laken

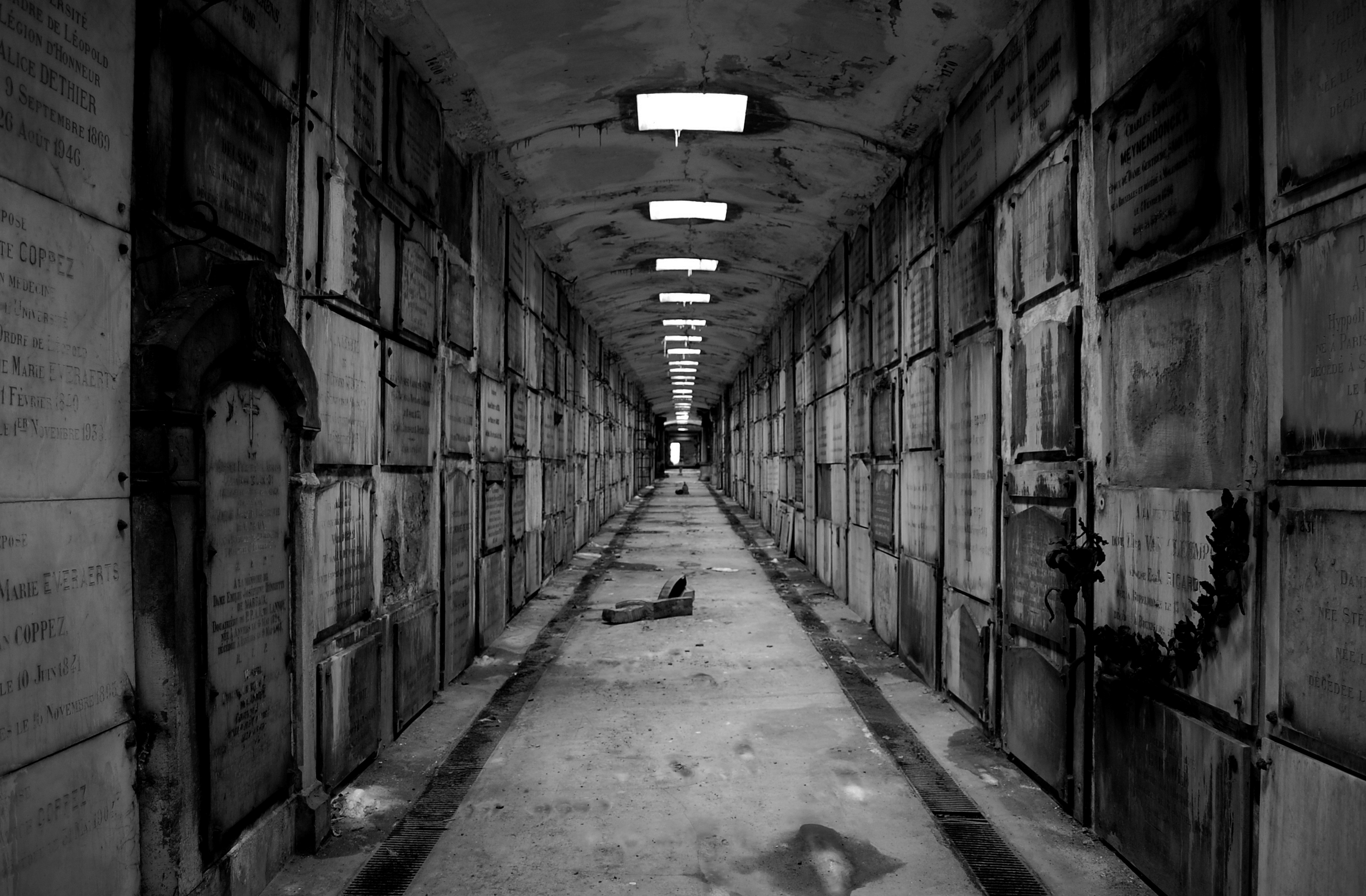
Unterirdische Grabgalerien vor der Restaurierung

Der Friedhof von Laeken/Laken (Französisch: Cimetère de Laeken, Niederländisch: Begraafplaats van Laken) liegt in einer Teilgemeinde der Stadt Brüssel im Nordwesten der Region Brüssel-Hauptstadt. Er grenzt an die Liebfrauenkirche (Laeken), in dessen Krypta traditionell die Mitglieder des belgischen Königshauses begraben werden. Er liegt einige hundert Meter vom Schloss Laeken, der offiziellen Residenz des belgischen Königs, entfernt. Der Friedhof gilt aufgrund der Grabkunst und der beigesetzten belgischen Berühmtheiten als belgischer Prominentenfriedhof. Er zeichnet sich besonders durch die vom Lakener Bürgermeister Émile Bockstael angelegten unterirdischen Grabgalerien aus.

## Grabmäler auf dem Friedhof

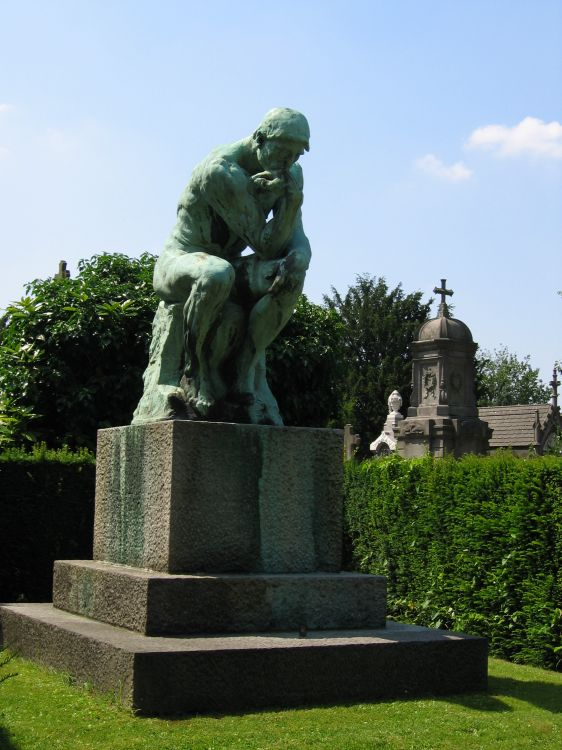
Auguste Rodins „Denker“ auf dem Friedhof

- Auf dem Grab des Kunstkritikers Jef Dillens befindet sich einer der originalen Bronzegüsse Auguste Rodins Der Denker.[2] Rodin lebte am Anfang seiner Karriere einige Zeit in Brüssel, wo er unter anderem an Skulpturen für die Brüsseler Börse (gebaut 1873) mitarbeitete.[3]
- Das Mausoleum, in dem Louise Flognot, die Frau des Bildhauers Léonce Evrard beigesetzt ist, hatte ihr Mann so entworfen, dass alljährlich am 21. Juni, dem Tag der Sommersonnenwende die Sonne ein Herz an die Innenwand des Mausoleums malt.[4] Robert Menasse beschreibt dies im Roman Die Hauptstadt – wenn auch historisch nicht ganz korrekt.[5]

## Auf dem Friedhof bestattete Persönlichkeiten
- Marie Popelin, belgische Frauenrechtlerin und erste Rechtsanwältin Belgiens
- Fernand Khnopff, belgischer Maler
- Joseph Poelaert, belgischer Architekt, unter anderen verantwortlich für den Justizpalast.
- Maria Malibran, französische Opernsängerin
- Michel de Ghelderode, Schriftsteller

## Museum für Grabkunst
Das einstige Atelier des Brüsseler Bildhauerfamilie Salu befindet sich neben dem Friedhof und dient heute als Museum für Grabkunst.